# Василенко Іван Опанасович
Василе́нко Іван Опанасович (нар. 8 липня 1899, с. Веселе, нині Запорізької області — 9 березня 1970, Москва) — мовознавець, педагог.
Доктор філологічних наук (1958), професор Заслужений діяч науки РРФСР. Учасник воєнних дій 1918—1920.
Закінчив Мелітопольський педагогічний інститут (Запорізької області). Учителював. Працював доцентом Удмурт. (1937—1938), Московської області (1938), Комі (1941—1943) педагогічних інститутів; завідувач кафедр російської мови (1939—1941) і загального мовознавства (від 1944) Московського педагогічного інституту. Працював на керівних посадах у Міністерстві освіти РРФСР. Досліджував історичну граматику, проблеми синтаксичної будови та методики викладання російської мови. Автор низки статей про діяльність мовознавців, зокрема й українських (Л. Булаховського), та рецензій на їх праці, у тому числі «Курс сучасної української мови» М. Жовтобрюха та Б. Кулика (ч. 1—2, К., 1959—1961) в журналі «Українська мова в школі» (1962, № 5).

## Праці
- Руководящие указания по заочному педагогическому образованию. Москва, 1947;
- Сложные предложения с разночленным соподчинением // Рус. язык в школе. 1953. № 5—6;
- Однородное соподчинение в современном русском языке // Там само. 1955. № 1;
- Историческая грамматика русского языка. Вып. 1—3. Москва, 1954—56.